# Euchroea guerlachi
Euchroea guerlachi är en skalbaggsart som beskrevs av Guerlach 2003. Euchroea guerlachi ingår i släktet Euchroea och familjen Cetoniidae. Inga underarter finns listade i Catalogue of Life.